# Томашевская, Елизавета Вячеславовна
Елизавета Вячеславовна Томашевская (до 2024 — Багаева; бел. Лiзавета Вячаслаўоўна Тамашеўская (Багаева); род. 3 сентября 2003, Гродно, Беларусь) — белорусская волейболистка, связующая, мастер спорта Республики Беларусь.

## Биография
Начала заниматься волейболом в 7-летнем возрасте в гродненской ОДЮШОР имени А. Н. Сапеги. Первый тренер — Ж. А. Багаева, мать спортсменки. В 2017—2019 обучалась в минской РГУОР и играла за команду училища в чемпионате Беларуси. С 2019 на протяжении двух сезонов выступала за «Минчанку»-2 в чемпионате Беларуси и Молодёжной лиге чемпионата России. В 2021 выиграла «бронзу» национального первенства и «золото» российской Молодёжной лиги.
В 2021—2022 играла в Румынии за «Тырговиште», в составе которого под руководством тренера Дж. Капрары стала обладателем Кубка и серебряным призёром чемпионата Румынии. В 2022 вернулась в Беларусь, где выступает за основной состав «Минчанки». В 2025 заключила контракт с ВК «Протон» (Саратов).
В 2017—2021 играла за сборные Беларуси разных возрастов. В составе молодёжной сборной страны стала бронзовым призёром чемпионата Европы 2020, участницей молодёжного чемпионата мира 2021, чемпионата мира (2019), Европы (2018) и Европейского юношеского олимпийского фестиваля (2019) среди девушек, чемпионата Европы среди младших девушек 2017.

## Игровая карьера
- 2017—2019 —  РГУОР (Минск);
- 2019—2021 —  «Минчанка»-2 (Минск);
- 2021—2022 —  «Тырговиште»;
- 2022—2025 —  «Минчанка» (Минск);
- с 2025 —  «Протон» (Саратов).

## Достижения

### Клубные
- 3-кратная чемпионка Беларуси — 2023, 2024, 2025;
  - бронзовый призёр чемпионата Беларуси 2021.
- двукратный победитель розыгрышей Кубка Беларуси — 2023, 2024.
  - серебряный призёр Кубка Беларуси 2022.
- чемпионка (2021) и серебряный призёр (2020) Молодёжной лиги чемпионата России.
- серебряный призёр чемпионата Румынии 2022.
- победитель розыгрыша Кубка Румынии 2022.

### С молодёжной сборной Беларуси
- бронзовый призёр чемпионата Европы 2020